# Johann Baptist Grütter

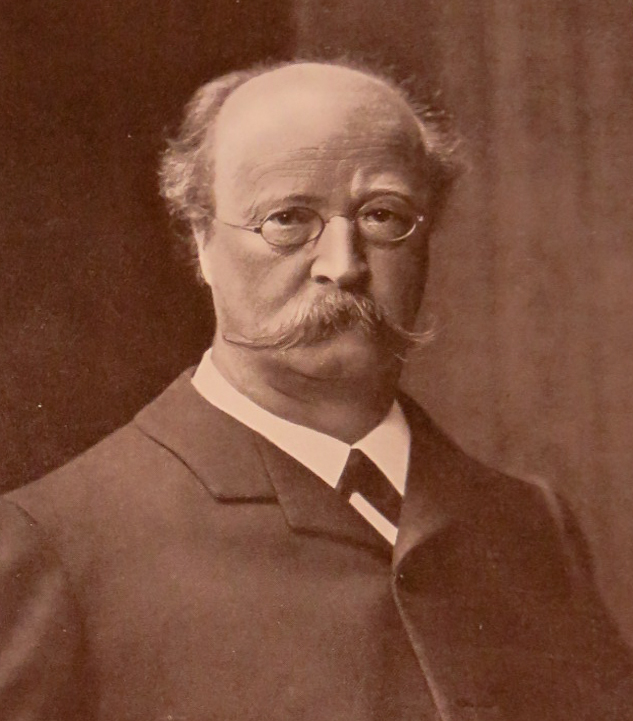
Johann Baptist Grütter (1849–1921)

Johann Baptist Grütter (* 13. Januar 1849 in St. Gallen; † 28. April 1921 ebenda) war ein Schweizer Bankdirektor.

## Leben
Johann Baptist Grütter wuchs in sehr bescheidenen Verhältnissen auf. Sein Vater war Kleinbauer und Wegmacher. Als ältester Sohn hatte er später noch zwei Brüder und eine Schwester. Er besuchte die Katholische Kantonssekundarschule in St. Gallen, gefolgt von der Merkantilabteilung (Kaufmannsausbildung) an der Kantonsschule St. Gallen. Ab 1865 setzte er seine Ausbildung bei der Creditanstalt St. Gallen, einer damals kleinen Spar- und Leihkasse, fort.
Sein Vater erwarb 1859 den Hof "Loch" oberhalb St. Gallen in der Nähe des Ortes Speicher AR, wo J. B. Grütter bis 1874 lebte. Als einziger der vier Geschwister heiratete er und hatte in der Folge sieben Kinder, wovon allerdings drei in jugendlichen Alter starben. Im Gegensatz zu seinem Vater konnte er sich die grosse Familie leisten, wurde er doch im Alter von nur 25 Jahren bereits im Jahr 1874 Geschäftsführer der Creditanstalt (CA) St. Gallen, später Bank CA St. Gallen genannt.
In der Folge positionierte er die Lokalbank als bedeutenden Kreditgeber im Baumarkt der Region. Man sprach von der CA als einer eigentlichen Baubank.
Während seiner letzten Jahre als Bankdirektor herrschte der Erste Weltkrieg, welcher in der Schweiz ebenfalls die Bautätigkeit lähmte. Auch diese schwierige Zeit meisterte die Kleinbank besser als andere Institute.
Neben der Berufstätigkeit war J. B. Grütter ein begeisterter Bergsteiger und Oberstleutnant in der Schweizer Armee. Eine Besonderheit der Familie Grütter war, dass der um 15 Jahre jüngere Bruder Josef ebenfalls Bankdirektor wurde. Josef Grütter leitete später die Niederlassung der Eidgenössischen Bank in St. Gallen bis nach dem Zweiten Weltkrieg. Josef überlebte seinen Bruder Johann Baptist um 43 Jahre.